# Fernando Guatieri
Pas d'image ? Cliquez ici

a Compétitions nationales et continentales officielles uniquement.

b Matchs officiels uniquement.
Fernando Guatieri, né le 17 décembre 1970 à Buenos Aires, est un joueur italo-argentin de rugby à XV évoluant au poste de pilier (1,80 m pour 106 kg).
En novembre 2004, il est sélectionné avec les Barbarians français pour jouer contre l'Australie au stade Jean-Bouin à Paris. Les Baa-Baas s'inclinent 15 à 45.

## Clubs successifs
- Plaisance RC  Italie jusqu'en 2000
- CA Bègles-Bordeaux 2000-2002
- Section paloise 2002-2006
- Tarbes Pyrénées 2006-2007
- Unione Rugby Capitolina  Italie 2007-2009

## Palmarès
- International Italie A en 2001 (Angleterre A) ;
- International Barbarians en 2004 (Australie A).